# Joan Tuset Suau
Джоан Тусет (род. 19 декабря 1957, Арбос, Таррагона, Франкистская Испания) — каталонский художник и скульптор ХХ и XXI веков. Его фигуры характерны для его стиля. Он создал свой стиль в фигуративном искусстве, характеризующийся деформациями тела и его неоднозначностью в интенциональном плане.

## Биография
Он изучал изобразительное искусство в Таррагона и Барселона. В 1976 году он представил свою первую выставку в Таррагоне. В течение 1980-х он поселился в Канада,
, где он остаётся в течение 6 лет. Там он выставлялся в галереях Edimage, Joyce Yahouda Gallery, и Cultart, с которыми он также будет выставляться позже в Чикагский институт искусств, и FIAC 87. Foire Internationale de Arte au Большой дворец (Париж) Париж.
В 1989 году он возвращается в Париж, где живёт 6 месяцев и выставляется в Galerie Vision Quai.
Эти пребывания произвели коренной поворот в его жизни и творчестве, поскольку с этого момента его фигуративные композиции приобрели большую силу и формальную напряжённость, его персонажи — более классическую основу, а его стиль обогатился более личными и выразительными деформациями. Когда он возвращается в Каталония, он поселяется между Арбос и Барселоной. У него есть несколько выставок в Испании и за её пределами: Таррагона, Жерона, Барселона, Вальядолид, Саламанка, Дюссельдорф, Рим , Португалия и Париж.

## Творчество

### Картина
Это художник, верный своим образным принципам, создавший свой собственный стиль в современном искусстве в человеческой фигуре. Джоан Тюсет определила строгое и личное предложение, предполагающее ценности авангарда и Классицизм, далёкое от стереотипных формул, но верное постоянным темам, разработке и безошибочному стилю.
Всегда ищет элементы, которые могут обогатить то, что он уже сказал в других произведениях, или то, что, по его мнению, он ещё не сказал. Он использует живопись для усиления страсти, а иногда иронию с символическим зарядом, что придаёт его работам необычную драматическую силу, порождая множество интерпретаций и поток идей.
Ваша вселенная достигла непрерывного самовыражения. Его поиск исходит из осознания Модернизм, которое часто не колеблясь черпает часть своего вдохновения из самых примитивных источников.
Совсем недавно он привнёс в свою работу более сложные и интеллектуальные размышления о своём окружении, вещах, которые его окружают, его мастерской, его духовности, его повседневной жизни, из которой он черпает идеи для создания своего искусства.
Человеческая фигура имеет важное значение в живописи Джоана Тюсета, она интересна ему не только для того, чтобы воспроизвести её в своём особом зрительном захвате, но и для выражения разнообразных эмоциональных ситуаций. Честность личного выражения в работах Тусета делает их очень интересными. (Хосеп Мария Кадена)
Джоан Тюсет рассказывает нам о соединении с миром, который позволяет ей «выражать свои идеи и мысли», искусство служит «выражению и передаче наших самых сокровенных чувств, эмоций, мыслей и переживаний».
Наш обмен, способность искусства передавать сложные идеи и чувства, передаваемые сильным импульсом, который оно может дать человеку, с целью «свободного создания и передачи чего-то, что можно понять только из потребности думать и жить». как художник". Понятия, найденные, по Тюсету, в сущности искусства, поскольку оно состоит в том, чтобы «научиться видеть, осознавать, что мы здесь, что мы живы»,и искусство помогает связать наш внутренний мир с внешним миром.
По словам Josep Maresme i Pedregosaи, члена ICOM(международный совет музеев) «его личный стиль, который придаёт больше силы и индивидуальности всей его работе, делает её понятной, давая очень личное видение чувства красоты. заключается в том, чтобы внимательно восхищаться его работами и уметь смаковать их так, как они того заслуживают».

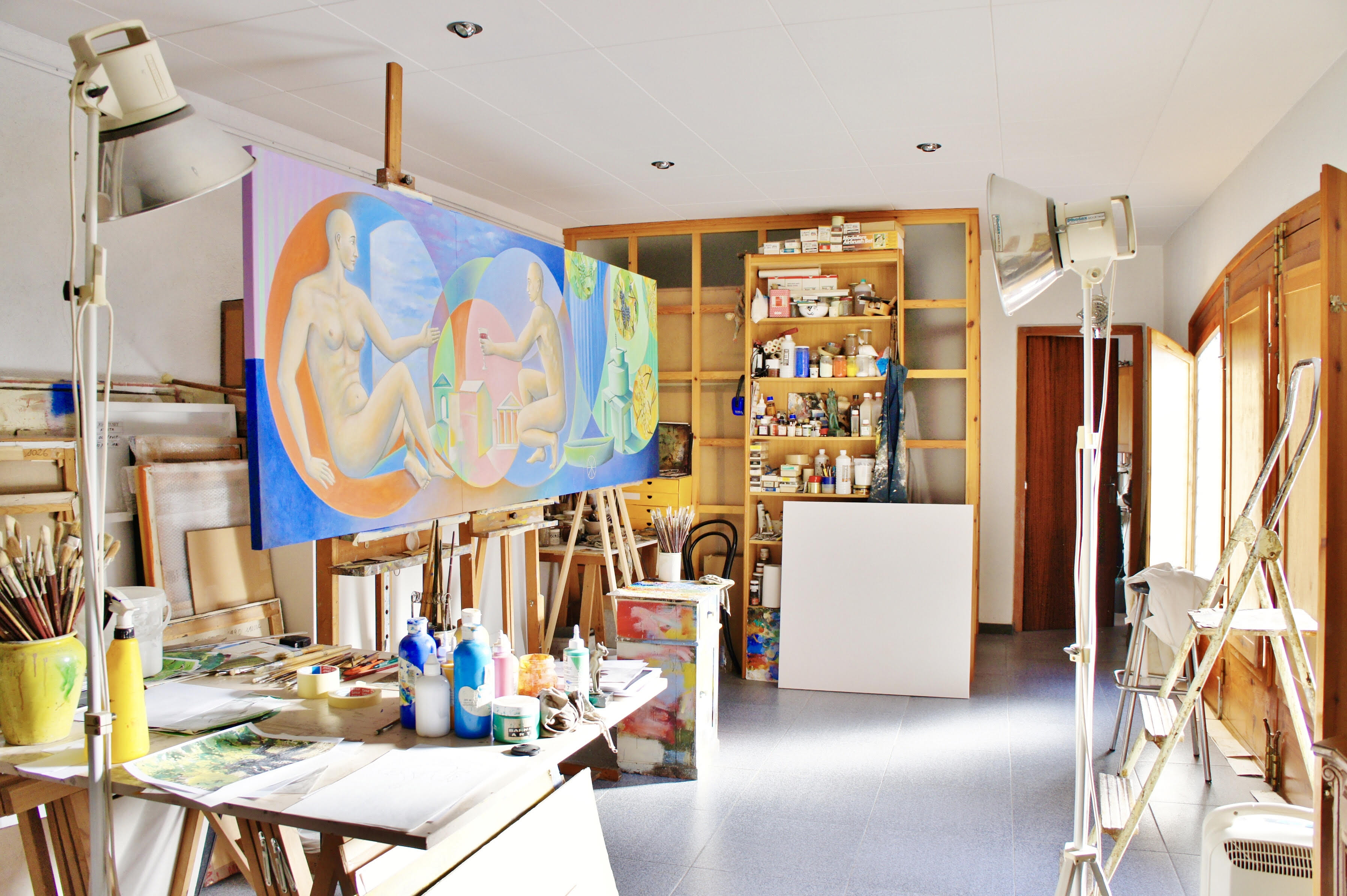
Мастерская Джоан Тюсет L’Arboç 2012

### Скульптура

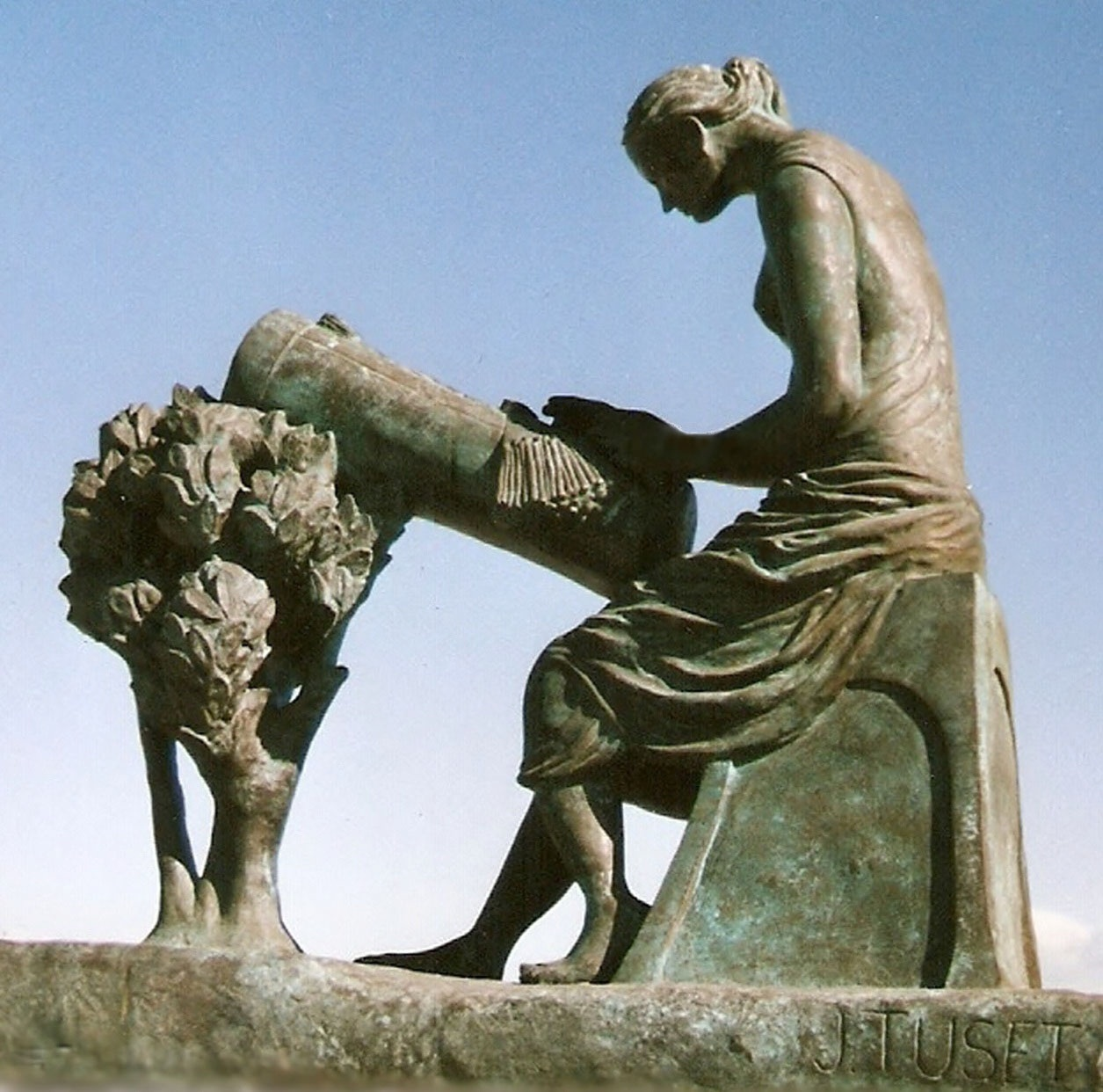
Памятник кружевнице из L’Arboç. Работа в бронзе скульптора Джоан Тусет 2005

Скульптура — это дисциплина, с которой он редко сталкивается. С детства проявлял способности к скульптуре, рано начал лепить из глины. В области трёхмерной скульптуры он обычно использует терракоту, Гипс и бронзу или смолу с мраморной пылью, не отказываясь от других материалов, которые могут обогатить конечный результат работы. работай.
В 2005 году ему было поручено изготовить Памятник кружевнице из L’Arboç, бронзовое произведение, которое находится на одной из кольцевых развязокhациональное шоссе 340на въезде в Арбос (Таррагона) и которое был открыт тогдашним министром торговли и туризма Женералитет Каталонии,Josep Huguet.

## Выбранная работа
- «El somni» 1986.холст, смешанная техника 132 x 229 cm, Коллекция Lavalin, Монреаль.
- «Odalisca» 1987. холст, смешанная техника 132 x 229 cm, CКоллекция Kauffman, Монреаль.
- «Les ratlles de llum» 1982. масло на холсте 73 x 64 cm. Особая коллекция, Ванкувер.
- «Les sales d’espera» 1983. масло на холсте 122 x 122 cm. Особая коллекция, Монреаль.
- «Les edats de l’Home» 1984. масло на холсте 67 x 76 cm. Особая коллекция, Монреаль.
- «Tête d’homme» 2005. небольшая бронзовая скульптура 12 x 7 x 9 cm. Коллекция Madeleine Parizeau, Париж.
- «El rapte d’Europa» 1999. tècnica mixta sobre lli 60 x 60 cm, Особая коллекция, Барселона.
- «La lluna ofesa» 2002. холст, смешанная техника 60 x 60 cm, Особая коллекция, Овьедо.
- «La puntaire de l’Arboç» 2005. бронзовая скульптура 200 x 200 x 84 cm, общественный памятник,Арбос, Таррагона.
- «El vi dels amants» 2012. холст, смешанная техника 100 x 300 cm, Особая коллекция, Барселона.
- «The energy of memories» 2014. холст, смешанная техника 50 x 150 cm, Особая коллекция, Барселона.